# Mengu Timur
Mengu-Timur, ook wel Möngke Temür, (gest. 1281) was de kleinzoon van Batu Khan. Hij was khan van de Gouden Horde van 1266 tot 1282. Tijdens zijn regeerperiode spanden de Mongolen samen met de Russische prinsen tegen Byzantium (1269-1271), Litouwen (1275) en de Kaukasus (1277). Ook verschoonde hij de Oosters-Orhtodoxe Kerk van het betalen van een schatting en verkocht hij Caffa, huidige Feodosija, aan de Genoëzen.